# 山岡淳一郎
山岡 淳一郎（やまおか じゅんいちろう、1959年 - ）は、日本のノンフィクション作家。

## 来歴
愛媛県生まれ。愛媛県立松山東高等学校卒業、早稲田大学中退。雑誌編集者を経て、ライター集団『S&Bプランニング』で政治、社会、経済、スポーツなどについて執筆。近年はYouTube番組である『デモクラシータイムス』にて司会を務める。

## 著書

### 単著
- 『野村証券はなぜ世界一になれたのか』ぱる出版 1990
- 『レッズと浦和 純愛サッカー物語』レッドダイアモンズ後援会 1998
- 『ボクサー回流 平仲明信と「沖縄」の10年』文藝春秋 1999
- 『昭和ひとけた外伝 病院創設・西村仁一の「長い空」』ランドガレージ 2000
- 『風と土のカルテ 南相木村診療所長色平哲郎の軌跡』まどか出版 2002
- 『幸せ年金ハワイ島 徹底取材』凱風舎 2002
- 『外断熱は日本のマンションをどこまで変えるか "30年寿命"と"シックハウス"からの解放』日本実業出版社 2002
- 『マリオネット プロサッカー・アウトロー物語』文藝春秋 2002
- 『レッズと浦和、それから 家族百景 レッドダイヤモンズ後援会設立10周年記念誌』ランドガレージ 2003
- 『あなたのマンションが廃墟になる日 建て替えにひそむ危険な落とし穴』草思社 2004
- 『マンション崩壊 あなたの街が廃墟になる日』日経BP社 2006
- 『後藤新平 日本の羅針盤となった男』草思社 2007　のち文庫
- 『地球にやさしい家に住もう』朝日新聞出版 2008
- 『医療のこと、もっと知ってほしい』岩波ジュニア新書 2009
- 『田中角栄 封じられた資源戦略 石油、ウラン、そしてアメリカとの闘い』草思社 2009　「田中角栄の資源戦争」文庫
- 『成金炎上 昭和恐慌は警告する』日経BP社 2009
- 『亀井静香 支持率0%の突破力』草思社 2010
- 『狙われるマンション』朝日新聞出版 2010
- 『原発と権力 戦後から辿る支配者の系譜』ちくま新書 2011
- 『国民皆保険が危ない』平凡社新書 2011
- 『日本を大切にする仕事 身のまわりから社会を変える10人の生きざま、働きざま』英治出版 2011
- 『震災復興の先に待ちうけているもの 平成・大正の大震災と政治家の暴走』洋泉社 新書y 2012
- 『放射能を背負って 南相馬市長・桜井勝延と市民の選択』朝日新聞出版 2012
- 『気骨 経営者土光敏夫の闘い』平凡社 2013
- 『インフラの呪縛 公共事業はなぜ迷走するのか』ちくま新書 2014
- 『開成高校野球部の「弱くても勝つ」方法 限られた条件で最大の効果を出す非常識な考え方』SB新書 2014
- 『深海8000mに挑んだ町工場 無人探査機「江戸っ子1号」プロジェクト』かんき出版 2014
- 『逆境を越えて 宅急便の父小倉昌男伝』KADOKAWA 2015
- 『日本電力戦争 資源と権益、原子力をめぐる闘争の系譜』草思社 2015
- 『ルポ 薬漬け――医療とビジネスの罠』地平社、2025年6月3日。ISBN 978-4911256213。

### 共編著
- 『潜在能力を引き出す力 フィジカル・コーチが見たトップアスリートの成功法則』白木仁共著 日本実業出版社 2004
- 『命に値段がつく日 所得格差医療』色平哲郎共著 中公新書ラクレ 2005
- 『TPPが暮らしを壊す 雇用、食生活、保険・医療の危機 1時間でよくわかる』森島賢,小林綏枝共著 家の光協会 2011
- 『TPPで暮らしはどうなる?』鈴木宣弘,天笠啓祐,色平哲郎共著 岩波ブックレット 2013

## 出演
- デモクラシータイムス（YouTube）
- ポリタスTV（YouTube）